# Управление по экономическому и социальному развитию ультраортодоксального сектора
Управление по экономическому и социальному развитию ультраортодоксального сектора (ивр. הרשות לפיתוח כלכלי-חברתי של המגזר החרדי‎) — государственное управление правительства Израиля, подразделение министерства премьер-министра Израиля, которое призвано заниматься экономическим и социальним развитием ультраортодоксального населения и сокращением разрыва в израильском обществе между ними и широкой общественностью. Управление создано на основании Постановления правительства № 182 Глава управления — Рои Асаф.

## История
Управление было создано заместителем министра транспорта Ури Маклевом как подразделение министерства премьер-министра в рамках коалиционных соглашений, подписанных перед инаугурацией тридцать пятого правительства Израиля, в декабре того же года правительство приняло решение о создании национального центра общественных запросов, роль которого заключается в реагировании на запросы общественности из этого сектора. Сделав соответствующие государственные услуги доступными для ультраортодоксов, горячая линия будет способствовать реагированию на запросы общественности со стороны ультраортодоксов, даст решения ультраортодоксальному сектору в вопросах, касающихся государственных услуг, и будет специализироваться на передаче информации в форме, адаптированной для ультраортодоксального населения.
В мае 2021 года, после трагедии на горе Мерон, управление начало широкую совместную кампанию с Министерством здравоохранения по поощрению лечения жертв трагедии после гибели сорока пяти человек на празднике Лаг ба-Омер на горе Мерон.

## Задачи управления
Управление формулирует правительственные решения для социально-экономического и социального развития ультраортодоксального сектора, а также программы и инструменты, основанные на уникальных решениях, адаптированных к особенностям ультраортодоксального населения. Кроме того, управление занимается созданием актуальной базы данных об экономических, профессиональных и социальных аспектах ультраортодоксального населения, которая станет опорой и основой для принятия решений и формулирования государственной политики.
Управление контролирует выполнение правительственных решений и планов работы, касающихся социально-экономического развития ультраортодоксального сектора, а также выполнение специальных решений. Раз в год Управление представляет правительству комплексную экономическую и социальную картину ультраортодоксального сектора в Израиле. В силу полномочий глава Управления может приглашать генеральных директоров правительственных министерств, а также специалистов, специализирующихся в областях, имеющих отношение к обсуждаемым вопросам. По вопросам интеграции ультраортодоксов на госслужбу будет приглашаться Уполномоченный по делам государственной службы или его представитель.
С созданием 37-го правительства полномочия Управления были расширены так, чтобы оно могло также осуществлять на деле правительственные решения, превратив тем самым Управление в независимый и исполнительный орган власти Согласно решению, Управление будет входить в состав правительства. профессиональные форумы, межминистерские группы и министерские комиссии. В июле 2023 года секретарь правительства поручил всем правительственным министерствам представлять на рассмотрение Управления любой правительственный проект, связанный с ультраортодоксальной общественностью.
В распоряжении Управления имеется активное обращение на сумму пять миллионов шекелей для продвижения общественных проектов для ультраортодоксальной общественности.

## Структура
Управление социально-экономического развития в ультраортодоксальном секторе имеет руководящую комиссию, которая утверждает планы работы, получает регулярные отчеты о проделанной деятельности и контролирует выполнение обязанностей. Членами комиссии являются: руководители министерства премьер-министра, руководители альтернативной канцелярии премьер-министра, руководители Министерства экономики и промышленности, руководители Министерства транспорта и безопасности дорожного движения, руководители Минфина, а также представители юридического советника, а иногда и он сам.
В январе 2021 года в Управлении социально-экономического развития в ультраортодоксальном секторе были созданы отдел исследований и стратегии и отдел по связям с общественностью. Отдел исследований и стратегии возглавляет Хилель Вазнер, связями с общественностью заведует Элишева Либерман. В начале 2022 года был создан отдел ультраортодоксальных органов местного самоуправления, которое возглавил Ити Зихерман . В том же году юрисконсультом был назначен адвокат Нофер Шимхи.
В ноябре 2023 года, с началом войны «Железных мечей», заместитель исполняющего обязанности министра Ури Маклев принял рекомендацию главы ведомства Роя Асафа и назначил Биньямина Коэна управляющим проектами на время чрезвычайных ситуаций в ультраортодоксальной общественности.

## Деятельность управления
- Создание совместного предприятия с Министерством науки, которое сделает индустрию высоких технологий доступной ультраортодоксальному сектору через выпуск реальных рабочих проектов.
- В связи с высокой частотой попаданий детей из ультраортодоксального сектора в автокатастрофы, управление приступило к реализации совместного с Национальным управлением безопасности дорожного движения проекта, в рамках которого будут созданы тренировочные комплексы, открытие 12-х классов и закупка специализированных учебных комплектов для школ ультраортодоксального сектора.
- Совместные проекты с Министерством по делам Иерусалима: стратегический план для ультраортодоксов в Иерусалиме, а также поощрение и поддержка предприятий, принадлежащих ультраортодоксам.
- Совместный проект с Министерством социальной интеграции по подготовке ультраортодоксальных мужчин и женщин к государственной службе. Проект был остановлен, поскольку он проходил в условиях гендерной сегрегации[8].
- Процессы участия ультраортодоксальной общественности в различных областях, таких как здравоохранение, социальное обеспечение, экономика и жилищное строительство.
- Масштабный государственный проект по трудоустройству ультраортодоксальной общественности на сумму в десятки миллионов шекелей[9][10].
- Широкий проект по укреплению здоровья ультраортодоксальной общественности на сумму 70 миллионов шекелей[11][12].